# Маринин, Николай Андреевич
Николай Андреевич Маринин (1914—1943) — участник Великой Отечественной войны, заместитель командира батальона по политической части 136-го гвардейского стрелкового полка (42-я гвардейская стрелковая дивизия, 40-я армия, Воронежский фронт), гвардии лейтенант. Герой Советского Союза (1943).

## Биография
Родился 24 ноября 1914 года в селе Трудовая Солянка ныне Кинель-Черкасского района Самарской области в семье крестьянина. Русский.
Его отец погиб на фронте в первую мировую войну. На руках матери осталось четверо детей, и все заботы по дому легли на плечи старших детей, в том числе и на Николая. Окончил 5 классов, курсы трактористов, чуть позже курсы шофёров. Работал в колхозе, секретарём Куйбышевского райкома комсомола, затем инструктором Куйбышевского (сельского) райкома партии (в Кротовке).
Член КПСС с 1939 года. В Красной Армии с 1941 года. Окончил военно-политическое училище в 1942 году.
В действующей армии с марта 1942 года. Принимал участие в Орловско-Курском сражении, освобождал Харьков, Белгород и другие города Украины. Дважды был ранен и снова возвращался в строй. Заместитель командира батальона по политической части гвардии лейтенант Маринин отличился при форсировании Днепра. 26 сентября 1943 года в числе первых со взводом автоматчиков в районе села Гребени (Кагарлыкский район Киевской области) переправился на правый берег реки, захватил плацдарм, участвовал в отражении контратак противника, обеспечивая форсирование реки батальоном. Погиб в бою 1 октября 1943 года.
Похоронен в селе Гребени. На месте гибели отважного воина благодарные жители села Гребени и деревни Юшки Кагарлинского района Киевской области установили мемориальную плиту погибшим бойцам и памятник Герою Советского Союза Н. А. Маринину.

## Память
- В селе Красная Горка Кинель-Черкасского района в 1965 году установлен бронзовый бюст Героя[1], также в селе его имя носит улица. На открытие памятника Маринину в селе Красная Горка приезжали из Ташкентской области (город Ангрен) его родственники: вдова Мария Афанасьевна, сын Анатолий, дочь Валентина. Желанным гостем стал родной брат Николая Андреевича — Василий Андреевич (единственный из четверых братьев, вернувшийся с фронта живым).
- В МОУ Кинель-Черкасская СОШ № 1 имеется музей с экспозицией, посвящённой Маринину[2].

## Награды
- За мужество и героизм, проявленные при форсировании Днепра и в боях по удержанию и расширению плацдарма, указом Президиума Верховного Совета СССР от 29 октября 1945 года гвардии лейтенанту Маринину Н. А. было посмертно присвоено звание Героя Советского Союза.
- Награждён орденами Ленина, Красной Звезды, медалью «За отвагу».